# Selección masculina de voleibol de Colombia
La selección de voleibol de Colombia es la representante del voleibol masculino del país en todos los torneos organizados por la Confederación Sudamericana de Voleibol así como también de la Federación Internacional de Voleibol. Su organización es presidida por la Federación Colombiana de Voleibol.

## Historial

### Campeonato Sudamericano de Voleibol Masculino
| Campeonato Sudamericano de Voleibol | Campeonato Sudamericano de Voleibol | Campeonato Sudamericano de Voleibol | Campeonato Sudamericano de Voleibol | Campeonato Sudamericano de Voleibol | Campeonato Sudamericano de Voleibol |
| ----------------------------------- | ----------------------------------- | ----------------------------------- | ----------------------------------- | ----------------------------------- | ----------------------------------- |
| 1951:                               | No participó                        | 1956:                               | No participó                        | 1958:                               | No participó                        |
| 1961:                               | 5º puesto                           | 1962:                               | No participó                        | 1964:                               | No participó                        |
| 1967:                               | No participó                        | 1969:                               | 6° puesto                           | 1971:                               | 5º puesto                           |
| 1973:                               | 5° puesto                           | 1975:                               | 7º puesto                           | 1977:                               | No participó                        |
| 1979:                               | No participó                        | 1981:                               | No participó                        | 1983:                               | 5° puesto                           |
| 1985:                               | No participó                        | 1987:                               | No participó                        | 1989:                               | 6° puesto                           |
| 1991:                               | No participó                        | 1993:                               | No participó                        | 1995:                               | No participó                        |
| 1997:                               | No participó                        | 1999:                               | No participó                        | 2001:                               | 4° puesto                           |
| 2003:                               | No participó                        | 2005:                               | 4° puesto                           | 2007:                               | 6º puesto                           |
| 2009:                               | 4º puesto                           | 2011:                               | 4º puesto                           | 2013:                               | 3°                                  |
| 2015:                               | 3°                                  | 2017:                               | 5º puesto                           | 2019:                               | 6º puesto                           |
| 2021:                               | 4º puesto                           | 2023:                               | 3°                                  |                                     |                                     |

### Juegos Bolivarianos
| Juegos Bolivarianos | Juegos Bolivarianos | Juegos Bolivarianos | Juegos Bolivarianos | Juegos Bolivarianos | Juegos Bolivarianos |
| ------------------- | ------------------- | ------------------- | ------------------- | ------------------- | ------------------- |
| 1993:               | Desconocido         | 1997:               | Desconocido         | 2001:               | Desconocido         |
| 2005:               | 2º puesto           | 2009:               | No participó        | 2013:               | 3º puesto           |
| 2017:               | 3º puesto           | 2022                | 1º puesto           |                     |                     |

### Copa Panamericana
| Copa Panamericana | Copa Panamericana | Copa Panamericana | Copa Panamericana | Copa Panamericana | Copa Panamericana |
| ----------------- | ----------------- | ----------------- | ----------------- | ----------------- | ----------------- |
| 2010:             | 8° puesto         | 2013:             | No participó      | 2014:             | 9° puesto         |
| 2015:             | No participó      | 2016:             | 8° puesto         | 2017:             | No participó      |
| 2018:             | 9° puesto         | 2019:             | No participó      | 2022:             | No participó      |
| 2023:             | 6° puesto         | 2024:             | 6° puesto         |                   |                   |

### Juegos Centroamericanos y del Caribe
| Juegos Centroamericanos y del Caribe | Juegos Centroamericanos y del Caribe | Juegos Centroamericanos y del Caribe | Juegos Centroamericanos y del Caribe | Juegos Centroamericanos y del Caribe | Juegos Centroamericanos y del Caribe |
| ------------------------------------ | ------------------------------------ | ------------------------------------ | ------------------------------------ | ------------------------------------ | ------------------------------------ |
| 2014:                                | 7° puesto                            | 2018:                                | 2º puesto                            |                                      |                                      |